# 张芝庭
张芝庭（1944年12月—），河南镇平人，汉族，企业家，贵州神奇制药集团董事局主席，中华人民共和国政治人物、第十一届全国政协委员。

## 生平
1956年举家迁居贵州兴义，1964年到兴义县泥凼区担任小学教师，五年后调到县中学任教并兼任校医，教学之余在农村担任赤脚医生，1973年9月被调到区医院，1976年又调到兴义县筹建制药厂，1979年承包兴义制药厂的土霉素车间。
1987年3月10日，张芝庭利用家中仅有的21元购得三个坛子，创办兴义日化厂，开始尝试用珊瑚姜提取珊瑚姜素，经半年时间研发出针对足癣的药品“脚癣一次净香露”（20世纪90年代后期改称“珊瑚癣净”）。1990年5月，兴义日化厂与美国吴氏兴运公司合资组建贵州神奇制药有限公司。
张芝庭1993年5月加入中国民主建国会，曾任贵州省工商联会长，担任全国工商联常委、中国民间商会副会长、中国光彩事业促进会副会长。2008年，当选第十一届全国政协委员，代表中华全国工商业联合会，分入第二十二组。